# Typhochrestus cyrenanius
Typhochrestus cyrenanius är en spindelart som beskrevs av Denis 1964. Typhochrestus cyrenanius ingår i släktet Typhochrestus och familjen täckvävarspindlar.
Artens utbredningsområde är Libya. Inga underarter finns listade i Catalogue of Life.